# Фьельды

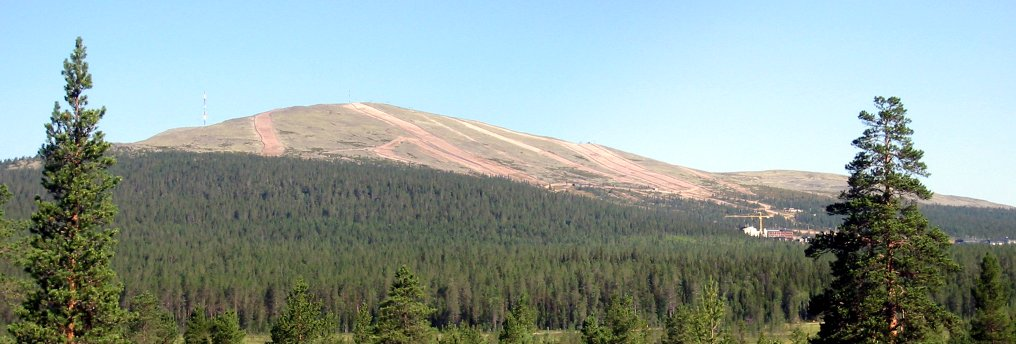
Вид на фьельд Юлляс (Юллястунтури). Финляндия

Фьельды, или фиельды (от норв. fjell — «гора») — горные массивы с относительно плоскими (платообразными) безлесыми поверхностями на Скандинавском полуострове — в Норвегии, Финляндии и Швеции.
Образовались в результате пенепленизации (выравнивания) в доледниковый период, когда после каледонского орогенеза и вплоть до кайнозоя горы на севере Европы подверглись мощной денудации и были сильно снижены, сформировав значительные по площади поверхности выравнивания. Второй этап выравнивания фьельдов связан с ледниковым периодом и обусловлен экзарацией (ледниковым выпахиванием).
Поверхности фьельдов могут быть покрыты шапками ледников либо низкорослой растительностью — тундровой или растительностью альпийского пояса, для которых характерно полное отсутствие деревьев, очень редкие островки кустарников, это большей частью кустарнички, разнотравье, мхи и лишайники. С пологими возвышенностями нередко чередуются многочисленные озёра и болота.
Относительно фьельдов северной Финляндии в русскоязычной литературе иногда используют слово «тунтури» (фин. tunturi).